# 双川ダム
双川ダム（ふたかわダム）は、北海道日高郡新ひだか町、二級河川・静内川本流上流部に建設されたダムである。
北海道電力が管理する発電用ダムで、高さ30.5メートルの重力式コンクリートダム。静内川をはじめ新冠川（にいかっぷがわ）・沙流川・鵡川といった日高管内を流れる四河川を利用する大規模電源開発計画・日高電源一貫開発計画の一環として建設された。直上流にある静内発電所から放流された水が下流域へ影響を及ぼさないようにダムで貯水し、調節する逆調整池の役割を果たし、併せて双川発電所による水力発電を行う。ダムによって形成された人造湖は双川調整池（ふたかわちょうせいち）と呼ばれている。

## 地理
詳細は高見ダム#地理の項目を参照
静内川は日高山脈・ペテガリ岳付近を水源として険しい山岳地帯を概ね西南西方面へ流下し、新ひだか町中心部を貫流した後太平洋に注ぐ流路延長69.9キロメートル、流域面積683.4平方キロメートルの二級河川である。語源はアイヌ語で「大祖母の沢」を意味する「シ・フッチ・ナイ」とされている。1950年（昭和25年）までは染退川（しべちゃりがわ）と呼ばれていた。静内川本流には三つのダムが建設されているが、双川ダムはその最下流に位置し上流には静内ダムと高見ダムがある。
ダムは静内川と支流である春別川（しゅんべつがわ）の合流点直上流に建設された。この二つの川が合流する場所であることから当地点は「双川」と命名されており、ダム名も知名である「双川」を採った。なお、完成当時新ひだか町は静内郡静内町という町名であったが、平成の大合併で東隣にある三石郡三石町と廃置分合という形で合併し現在の町名になっている。

## 沿革
1951年（昭和26年）、電気事業再編成令に伴い誕生した北海道電力は、北海道総合開発計画に拠る北海道経済の発展と自社経営基盤を強化するために自前での電源開発計画を検討。その結果急峻（きゅうしゅん）な地形と豊富な水量を持つ日高地方の河川群に着目、1952年（昭和27年）より日高電源一貫開発計画の構想を練り、1956年（昭和31年）より沙流川の岩知志ダム・岩知志発電所着工によって計画をスタートさせた。
この計画の根幹は鵡川、沙流川、新冠川そして静内川の四河川に大小様々なダムと水力発電所を建設し、それを相互に結ぶ導水トンネルによって河水を余すことなく利用し、効率的な発電を行うことで67万キロワットの電力を北海道一円に供給するというものである。静内川の開発については他の三河川に比べるとやや遅れて開発に着手され、他の三河川および支流の春別川より導水した水と静内川本流の水を利用して発電を行う静内ダムが1959年（昭和34年）より建設され、1966年（昭和41年）に静内発電所と共に完成した。静内発電所は最大で4万6,000キロワットを発電させる計画であったが、当時は導水元である新冠川の流量が安定しておらず十分な水量を発電所に供給できないことから、半分に当たる2万3,500キロワットを暫定的に運転開始させることにした。
1974年（昭和49年）に日高電源一貫開発計画の中核事業である新冠ダム・新冠発電所が完成し、総貯水容量が1億立方メートルを超える大人造湖が誕生したことにより新冠川の流量が安定した。このため新冠川を取水元の一つとしている静内発電所では発電機増設よる出力増加の目処が立ち、当初計画である4万6,000キロワットに増強させるための静内発電所増設事業に着手することとなった。しかし、発電所を増設した場合従来に比べて発電に伴う水の使用量が増加する。使用した水は下流に放流されるが、発電に伴い急激に放流量が増大すると下流の河川環境や橋梁などの建造物に悪影響を及ぼし、場合によっては人家への影響が懸念される。このため発電所から放流された水を一旦貯水して水量を調整、一定量を放流するダムを建設することで増水に伴う下流域への影響を最小限に抑え、発電所の機能を十分に発揮させる「逆調整池」の建設が検討された。こうして計画されたのが双川ダムであり、1976年（昭和51年）より着手された。

## 工事
計画発足当時は人跡未踏の地で、測量などの調査にも難渋していた静内川流域であったが、双川ダム建設当時にもなると北海道道111号静内中札内線が川沿いに整備され、ダム建設のための調査や工事用資材の運搬に関しては大きな支障がなかった。しかしダムを建設するにあたっては、二つの解決すべき問題があった。河原に堆積した土砂とダム建設地点左岸（写真では右側）の高さ100メートル近くにおよぶ断崖絶壁である。
ダム建設地点は丁度静内川が山地から平地へ流出する出口付近に計画された。この付近は扇状地とまでは行かないが静内川が運搬した日高山脈の土砂が厚く堆積する地質であった。堆積した土砂が主成分の地質はもろく、そのままダムを建設すると堆積層からの漏水や莫大な貯水池の水圧によってダムが決壊する危険性が高まるため、この堆積層を完全に除去して堅固な基礎岩盤を露出させなければならなかった。掘削する堆積層の量はおよそ25万立方メートルにもおよんだがこれに加えてダム左岸の断崖絶壁への対策も必要となった。この断崖は優白岩で形成されており崩落が著しく、断崖下には崩落した岩塊が全掘削量の半分以上にあたる15万立方メートルにも達しており迅速に事業を遂行させるには速やかな土砂の掘削除去が不可欠であった。しかし掘削除去した後の土砂をどのように処理するかが課題であり、それが解決しない限りはおいそれと工事を進める訳にも行かなかった。
この解決策として浮上したのがコンブ養殖と砂利への転用である。コンブを養殖する際には岩石などに植えつけて養殖させる方法があるが、優白岩はコンブの根付きが良好であるため地元の静内漁業協同組合は双川付近で昭和30年代に優白岩を採取していた。ところが営林署がこれを禁止し、その当時は伊達市より購入していた。この情報を静内町役場から入手した北海道電力は静内漁業協同組合にダム岩盤掘削で出る優白岩の無償譲渡を持ちかけた所、購入費と運搬費がかさんでいた漁協側は即座に了承し大きな岩塊についてコンブ養殖用に引き取った。一方細かな岩石については静内町役場が町道建設の砂利として利用したいと申し出があり、ダム近くの町有林を提供して土砂置き場とした。こうして本来産業廃棄物として処理されるはずの掘削土砂は有効活用され、堆積土砂の問題は解決した。ダムと環境を論じる上では一つの成功例でもある。
残る左岸の断崖については堆積土砂の問題は解決したが、崩落してくる岩石から作業員を守る労働災害対策が未解決であった。このため施工者の北海道電力は工事を請け負った前田建設工業と相談の上、断崖をそっくり覆う防護ネットを張り巡らし、落石による災害に備えた。こうした対策と厳重な安全査察などもあって、死亡事故を含む労働災害は発生しなかった。ダム本体工事については1978年（昭和53年）8月の洪水でコンクリート打設中のダム本体が水没するというアクシデントがあったものの順調に推移し、1978年1月の本体・発電所着工から1979年（昭和54年）9月までわずか1年9ヶ月という異例の早さでダム・発電所は完成した。

## 双川発電所

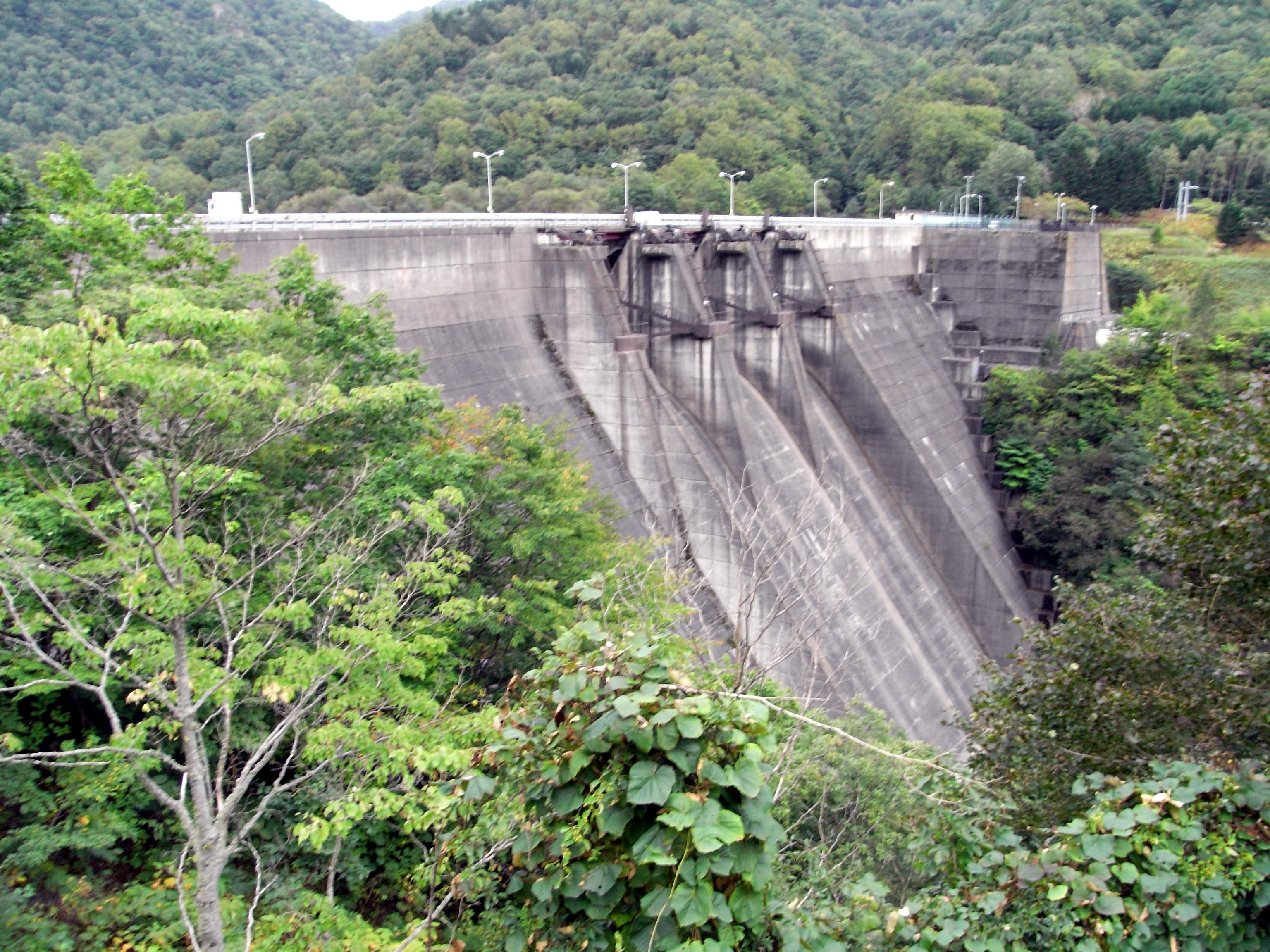
静内ダム
双川ダムの完成によって付設する静内発電所の出力が増強された。

双川ダム直下右岸にはダム式発電所である双川発電所が建設された。出力は6,000キロワット（後に7,300キロワットに変更）と日高電源一貫開発計画における水力発電所の中では規模が小さい。これはダムが逆調整池であることから放流量が概ね一定であり水量の変化が少ないこと、またダム自体が30.5メートルと小規模で有効落差が低いことが挙げられる。発電所の特徴としては、東芝製のチューブラ水車を採用している。この水車は横軸可動翼水車とも呼ばれるが、双川ダムは低落差の水力発電所であるためこれに適した水車として採用された。また静内川本流の水量が豊富であることから大規模なものが使用されている。なおチューブラ水車の導入は本計画はもとより、北海道電力でも初めてのことであった。
一方双川ダムの完成によって上流にある静内発電所は増設に伴う放流量増加も問題がなくなり、ダム完成直前の1979年7月に発電所の2号機が運転を開始。出力にして2万2,500キロワットが増強されて計画通り4万6,000キロワットの出力へと増強された。さらに静内ダムの上流には新冠ダムと並ぶ本計画の中核事業であり、かつ治水も目的とした北海道による「静内川総合開発事業」である高見ダム・高見発電所（出力20万キロワット）が1974年より建設されて1983年（昭和58年）に完成している。これにより静内川水系は本計画において重要な役割を占めるようになった。現在双川ダムは高見・静内ダムに加え支流の東の沢ダム（コイカクシュシベチャリ川）・春別ダム（春別川）と共に統合管理されている。

## 周辺
双川ダム周辺は人家も無く、下流にはサラブレッドの牧場が広がり静かな雰囲気となっている。毎年夏には「森と湖に親しむ旬間」事業の一環として新ひだか町の小中学生が双川ダムと直上流の静内ダム、および両発電所を社会科見学として訪れる。ただし通常はダム・発電所とも立入禁止となっており、ダムを正面から望むには対岸遠方の道道111号より望むほかない。
双川ダムへは静内・高見ダムと同様に国道235号、もしくはJR日高本線・静内駅から、車あるいはタクシーで北海道道71号平取静内線経由で北海道道111号静内中札内線入り、直進すると到着する。道道111号は静内ダムまでは行くことができるが、それ以遠は通行止めとなっている。また双川ダム手前より春別川沿いの道を北上すると春別ダムへも行けるが、この林道は極めて悪路であり普通乗用車で走るのは困難である。